# 勐育
勐育，又译勐软、孟尤，是缅甸掸邦勐永县勐永镇区下辖的一个城镇，目前由缅甸掸邦东部第四特区实控。